# Château de Cosnac
Le château de Cosnac est un bâtiment situé sur la commune de Cosnac, dans le département de la Corrèze.

## Histoire
La présence d'un château sur ce site est évoqué dès les années 1300. Il s'agit d'une place forte, à la frontière de deux territoires, le comté du Quercy et la vicomté de Limoges, appartenant à la seigneurie de Malemort.
Le château est inscrit au titre des monuments historiques depuis le 20 octobre 1987.

## Descriptif
Des agrandissements du premier bâtiment date XVe siècle, avec la création d'une tour rectangulaire, de style Renaissance, comprenant une chambre, au quatrième étage. Le plan de l'édifice est en "T". Une seconde période de réaménagement est effectuée au XVIIe siècle.

## Personnalités liées au château
- Bertrand de Cosnac, trésorier et légat du pape Clément VI.
- Daniel de Cosnac, évêque de Valence, puis d'Aix-en-Provence.
- Jean-Joseph-Marie-Victoire de Cosnac, évêque de Noyon, Meaux puis Sens.